# 圣克拉拉 (纽约州)
圣克拉拉（Santa Clara）是美国纽约州富兰克林县的一个镇。2010年人口普查时人口为345人。这个名字源于一个早期的小镇商人约翰·赫德的妻子。
该镇位于富兰克林县西南部，马龙村西南，萨拉纳克湖村以西，位于阿迪朗达克公园内。 它包括58个池塘的圣瑞吉斯独木舟区，目前是公园内唯一的独木舟荒野区，以及4700英亩（19平方公里）上萨拉纳克湖的大部分。